# سكوت ويزلي براون
سكوت ويزلي براون (بالإنجليزية: Scott Wesley Brown)‏ هو مغن مؤلف ومغني وملحن أمريكي، ولد في 4 يونيو 1952.

## وصلات خارجية
- سكوت ويزلي براون على موقع ميوزك برينز (الإنجليزية)
- سكوت ويزلي براون على موقع ديسكوغز (الإنجليزية)